# Universidade de Artes de Osaka
A Universidade de Artes de Osaka (大阪芸術大学, Ōsaka Geijutsu Daigaku) é uma instituição de ensino superior privada localizada em Kanan, na província de Osaka, Japão. Foi fundada em 1945.